# 2025年のイギリスグランプリ (ロードレース)
2025年のイギリスグランプリ(2025 British motorcycle Grand Prix、正式名称: Tissot Grand Prix of the United Kingdom)は、ロードレース世界選手権の2025年シーズン第7戦として、5月25日にイングランドのシルバーストン・サーキットで開催された。